# George Karelias and Sons

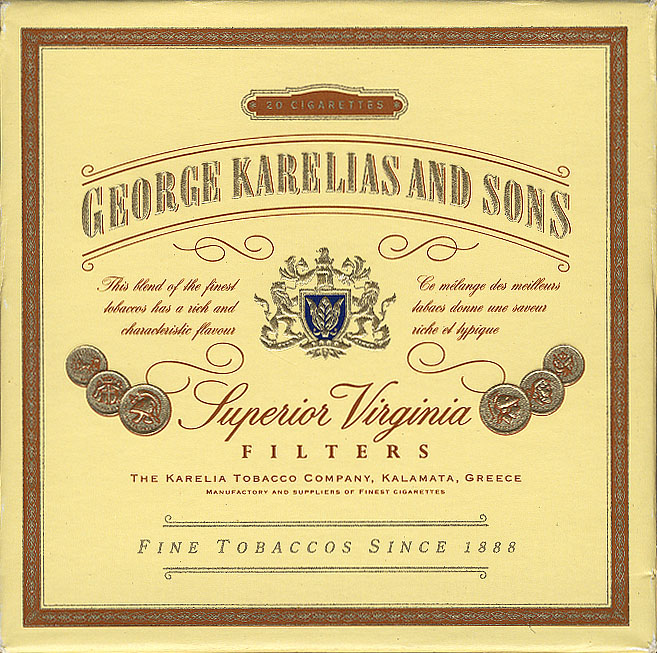
George Karelias and Sons Superior Virginia

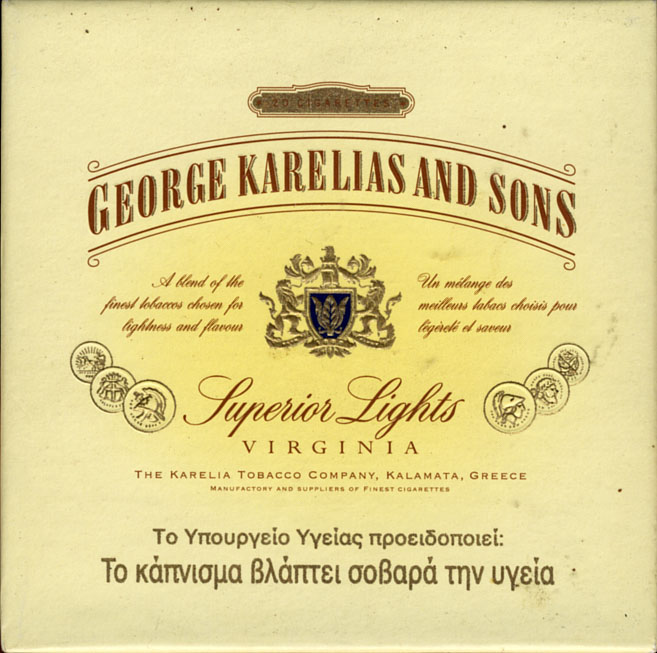
George Karelias and Sons Superior Lights

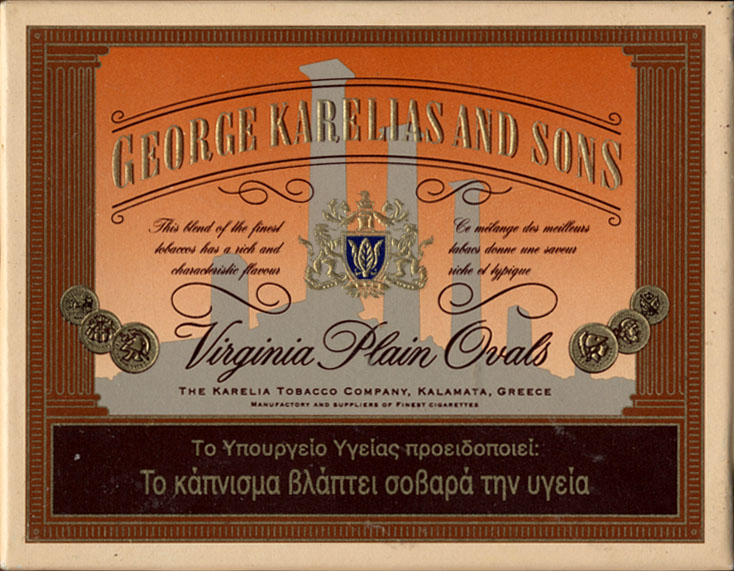
George Karelias and Sons Virginia Plain Ovals

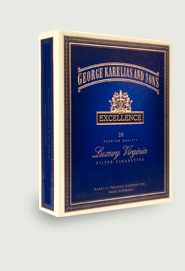
George Karelias and Sons Excellence

George Karelias and Sons — марка сигарет высшего ценового сегмента. Производится c 1888 в Греции с использованием натурального табака без применения химических добавок. Отличаются оригинальной упаковкой в стиле ретро — плоской пачкой из твердого картона, открывающейся горизонтально вверх, как портсигар, на манер классических сигарет без фильтра 1930—1950-х годов. Выпускаются в нескольких видах. Также под этой маркой выпускается табак, бумага для самокруток и сигареты в «мягких» пачках.
Сигареты George Karelias and Sons в «плоских» пачках:
1. C фильтром (длина сигареты 79 мм):
- Superior Virginia (темно-желтая пачка);
- Superior Lights (светло-желтая пачка).

2. Без фильтра (длина сигареты 68 мм):
- Virginia Plain Ovals (красная пачка).

Также, в «плоских» пачках выпускаются сигареты марки George Karelias and Sons Excellence с длиной сигареты 94 мм и тёмно-синим цветом пачки.
Сигареты George Karelias and Sons в «мягких» пачках с фильтром (длина сигареты 84 мм):
- Soft (красная пачка);
- Blue Soft (голубая пачка).

Выпускается компанией Karelia Tobacco Company Inc., в настоящий момент — международной компанией, экспортирующей продукцию в более чем 60 стран. Фирма по-прежнему принадлежит семье основателей и выпускает, в числе прочих сигаретных марок, сигареты «Kasetina» (Karelia Filter Kasetina), традиционно греческий бренд, сохраняя таким образом греческое наследие, подобно тому как это делает «Gauloises» во Франции и «Ducados» в Испании.